# Chartreuse de Lövöld
La chartreuse du Val-Saint-Michel de Lövöld ou Leweld est un ancien monastère chartreux à Lövöld, aujourd'hui Városlőd, dans une vallée, appelée la « vallée du Paradis ». C'était la plus importante chartreuse en Hongrie.

## Histoire
La chartreuse est fondée en 1347, par le roi de Hongrie, Louis le Grand qui donne son château de la forêt de Bakony pour les pierres qui servent à la construction du monastère. Les premiers moines viennent de Žiče (Seitz), et la communauté est renforcée par la réception d'un bon nombre d'anciens pères paulins. Le général Tristan et le prieur André portent plaintes en 1371 à l'archevêque de Strigonie, Thomas Telegdi, qui interdit sévèrement aux chartreux de recevoir parmi eux les pauliniens. Mais l'affaire est renvoyée à Rome et, finalement, le pape Eugène IV défend l'entrée des profès pauliniens dans tout autre ordre, excepté celui des chartreux, en faveur duquel une pleine liberté restait concédée. La consécration de l'église du monastère et la charte de fondation datent de 1378. 
Quelques chartreux assistent aux funérailles de la reine Élisabeth de Bosnie, épouse du fondateur, pensant qu'il y a lieu de faire une exception à la règle ordinaire qui prescrit aux chartreux d'éviter ces cérémonies. Le chapitre général de l'ordre n'est pas de leur avis et, pour maintenir la discipline, leur inflige une dure réprimande et une pénitence sévère. 
C'est une maison double, avec 24 cellules, la plus importante chartreuse de Hongrie, très riche de droits féodaux de toutes sortes. Les domaines du monastère sont dans les comtés de Veszprém, Somogy, Zala et Sopron. Les charges sont lourdes aussi et la maison décline lentement.
En 1462, le monastère hérite également d'une maison à Óbuda.
Le roi Matthias Ier de Hongrie devient le grand protecteur du monastère, ainsi qu'Elisabeth Hunyadi, sa mère. La famille Hunyadi a antérieurement des attaches avec les chartreuses, mais elles sont avec Lövöld particulièrement étroites. En 1480, le roi Mathias, accompagné de la reine Béatrice et de son beau-frére le cardinal Jean D'Aragon, rend visite à Lövöld. En souvenir de cette visite, le roi fait don au monastère d'une somme destinée à y construire un étang et à bâtir deux cellules et une bibliothèque, et de plusieurs imprimés, parmi ceux-ci se trouvait le volume dit Corvina de Lövöld,.
Frère Matheus achève, en 1467 a Lövöld, de copier les dissertations ascétiques. En 1527, un chartreux de Lövöld achève une version en hongrois d'un légendaire fondé sur la Légende dorée en vue de combattre l'hérésie luthérienne avec ses moyens mêmes, c'est-à-dire l'utilisation de la langue maternelle et le retour à la Bible.
Le roi Vladislas II de Hongrie, donne deux possessions royales, Saint-Gaal et Némethy. L'abbaye du Mont de Pannonie accorde Istvándi et Monoštor.
La chartreuse est détruite par les Turcs en 1551. Elle est fortifiée en 1552, et une garnison de soldats occupent une partie des bâtiments, de sorte que les moines quittent la chartreuse dans l'année. Les biens sont attribués après 1554 à l'évêque de Veszprem.

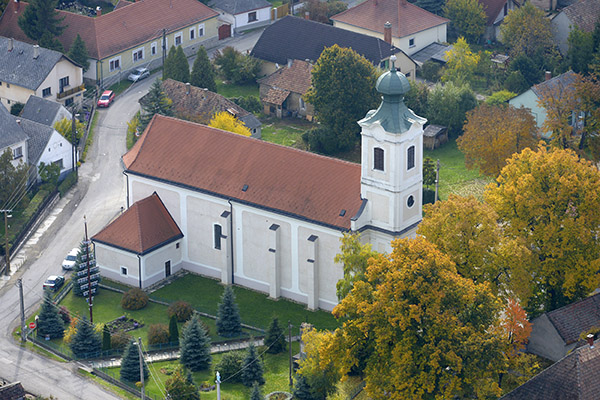
Vue aérienne de l'église Saint-Michel.

Les pierres du monastère ont servi à construire l'église paroissiale (eo) et le presbytère. En 1889, on voyait encore un double mur de deux coudées de hauteur, entourant l'ancien emplacement de la chartreuse, d'une contenance de cinquante arpents. Près de là, coulait un torrent qui alimentait quatre viviers.

## Prieurs
Le prieur est le supérieur d'une chartreuse, élu par ses comprofès ou désigné par les supérieurs majeurs. 
- Jean de Mergentheim devient, en 1433, prieur de Gaming et visiteur de la Province.
- 1460 : Sigismond
- László ou Ladislas, dernier prieur